# 三裂绣线菊
三裂绣线菊（学名：Spiraea trilobata）为蔷薇科绣线菊属下的一个种。